# J. League Division 2 2009
La J. League Division 2 2009 fue la undécima temporada de la J. League Division 2. Contó con la participación de dieciocho equipos. El torneo comenzó el 7 de marzo y terminó el 5 de diciembre de 2009.
Los nuevos participantes fueron, por un lado, los equipos descendidos de la J. League Division 1: Tokyo Verdy y Consadole Sapporo, quienes habían ascendido en la temporada 2007. Por otro lado, los que ascendieron de la Japan Football League: el subcampeón Tochigi S.C., el tercero Kataller Toyama y el cuarto Fagiano Okayama; los tres cuadros tuvieron sus respectivos debuts en el torneo.
El campeón fue Vegalta Sendai, por lo que ascendió a Primera División. Por otra parte, Cerezo Osaka, subcampeón, y Shonan Bellmare, tercero, también ganaron su derecho a disputar la J. League Division 1.

## Ascensos y descensos
| Descendidos de la J. League Division 2 2008 |
| ------------------------------------------- |
| No hubo                                     |

| Torneo | Ascendidos a la J. League Division 2 2009 |
| ------ | ----------------------------------------- |
| JFL    | Tochigi S.C.                              |
| JFL    | Kataller Toyama                           |
| JFL    | Fagiano Okayama                           |

| Pos | Ascendidos a la J. League Division 1 2009 |
| --- | ----------------------------------------- |
| 1.º | Sanfrecce Hiroshima                       |
| 2.º | Montedio Yamagata                         |

| Pos  | Descendidos de la J. League Division 1 2008 |
| ---- | ------------------------------------------- |
| 17.º | Tokyo Verdy                                 |
| 18.º | Consadole Sapporo                           |

- De esta manera, el número de participantes aumentó a 18.

## Reglamento de juego
El torneo se disputó en un formato de todos contra todos, en el que cada equipo debió jugar tres partidos contra sus otros diecisiete contrincantes (al menos una vez de local); de esta manera, cada cuadro completaría 51 encuentros. Una victoria se puntuaba con tres unidades, mientras que el empate valía un punto y la derrota, ninguno.
Para desempatar se utilizaron los siguientes criterios:
1. Puntos
2. Diferencia de goles
3. Goles anotados
4. Resultados entre los equipos en cuestión
5. Desempate o sorteo

Los tres equipos con más puntos al final del campeonato ascenderían a la J. League Division 1 2010. La promoción por el tercer ascenso introducida en la temporada 2004 fue eliminada tras alcanzar los 18 clubes en la segunda división.

## Tabla de posiciones
| Pos. | Equipo             | Pts. | PJ | G  | E  | P  | GF  | GC | Dif. | Ascenso                               |
| ---- | ------------------ | ---- | -- | -- | -- | -- | --- | -- | ---- | ------------------------------------- |
| 1    | Vegalta Sendai (C) | 106  | 51 | 32 | 10 | 9  | 87  | 39 | +48  | Ascendido a J. League Division 1 2010 |
| 2    | Cerezo Osaka       | 104  | 51 | 31 | 11 | 9  | 100 | 53 | +47  | Ascendido a J. League Division 1 2010 |
| 3    | Shonan Bellmare    | 98   | 51 | 29 | 11 | 11 | 84  | 52 | +32  | Ascendido a J. League Division 1 2010 |
| 4    | Ventforet Kofu     | 97   | 51 | 28 | 13 | 10 | 76  | 46 | +30  |                                       |
| 5    | Sagan Tosu         | 88   | 51 | 25 | 13 | 13 | 71  | 51 | +20  |                                       |
| 6    | Consadole Sapporo  | 79   | 51 | 21 | 16 | 14 | 74  | 61 | +13  |                                       |
| 7    | Tokyo Verdy        | 74   | 51 | 21 | 11 | 19 | 68  | 61 | +7   |                                       |
| 8    | Mito HollyHock     | 73   | 51 | 21 | 10 | 20 | 70  | 79 | −9   |                                       |
| 9    | Tokushima Vortis   | 72   | 51 | 19 | 15 | 17 | 67  | 52 | +15  |                                       |
| 10   | Thespa Kusatsu     | 65   | 51 | 18 | 11 | 22 | 64  | 76 | −12  |                                       |
| 11   | Avispa Fukuoka     | 65   | 51 | 17 | 14 | 20 | 52  | 71 | −19  |                                       |
| 12   | F.C. Gifu          | 62   | 51 | 16 | 14 | 21 | 62  | 72 | −10  |                                       |
| 13   | Kataller Toyama    | 61   | 51 | 15 | 16 | 20 | 48  | 58 | −10  |                                       |
| 14   | Roasso Kumamoto    | 58   | 51 | 16 | 10 | 25 | 66  | 82 | −16  |                                       |
| 15   | Ehime F.C.         | 47   | 51 | 12 | 11 | 28 | 54  | 80 | −26  |                                       |
| 16   | Yokohama F.C.      | 44   | 51 | 11 | 11 | 29 | 43  | 70 | −27  |                                       |
| 17   | Tochigi S.C.       | 37   | 51 | 8  | 13 | 30 | 38  | 77 | −39  |                                       |
| 18   | Fagiano Okayama    | 36   | 51 | 8  | 12 | 31 | 40  | 84 | −44  |                                       |

 Fuente: J. League Data Site: 2009 J.LEAGUE Division 2 League table
Criterios de clasificación: 1) puntos; 2) diferencia de goles; 3) número de goles marcados; 4) resultados entre los equipos en cuestión.

## Campeón
|                                    |
|                                    |
| Campeón Vegalta Sendai 1.er título |